# Ledce u Židlochovic
Ledce (deutsch Laatz) ist eine Gemeinde in Tschechien. Sie liegt 17 Kilometer südlich des Stadtzentrums von Brno (Brünn) und gehört zum Okres Brno-venkov (Bezirk Brünn-Land).

## Geographie
Ledce befindet sich an einer Terrasse über dem rechten Ufer des Flüsschens Šatava in der Thaya-Schwarza-Talsenke. Westlich des Dorfes führt die Schnellstraße R 52/E 461 vorbei, dort befindet sich auch die Abfahrt 17.
Nachbarorte sind Na Podhrázkém und Sobotovice (Sobotowitz) im Norden, Rajhrad (Groß Raigern) und Holasice (Holasitz) im Nordosten, Vojkovice (Woikowitz) im Osten, Židlochovice (Groß Seelowitz) und Hrušovany u Brna (Rohrbach) im Südosten, Úlehla und Smolín (Mohleis) im Süden, Medlov (Mödlau) im Südwesten, Němčičky (Klein Niemtschitz) und Pravlov (Prahlitz) im Westen sowie Bratčice im Nordwesten.

## Geschichte
Archäologische Funde auf dem Gemeindegebiet lassen sich bis in die Zeit der Glockenbecherkultur datieren. Die erste schriftliche Überlieferung aus dem Jahre 1351 weist den Vladiken Jindřich von Ledec als Besitzer des Dorfes Ledecz aus. Bis 1420 ist dieses Geschlecht auf Ledecz nachweisbar, der letzte davon war Petr Vzteklec von Ledec. Nach den Hussitenkriegen erwarben um 1459 die Vladiken von Vranovice das Dorf. Nachfolgend wechselten die Besitzer der Feste in rascher Folge und zu Beginn des 16. Jahrhunderts entstand in Ledce ein Herrenhof. Um 1590 wurde der Ort ein Teil der Herrschaft Seelowitz.
Während des Dreißigjährigen Krieges wurde das Dorf im Jahre 1645 von schwedischen Truppen unter Lennart Torstensson geplündert und niedergebrannt, woraufhin der Ort total verödete. Nach dem Krieg wurde der Ort wiederbesiedelt. Die „ui“- Mundart (bairisch-österreichisch) mit ihren speziellen Bairischen Kennwörtern, welche bis in das Schicksalsjahr 1945 gesprochen wurde, weist darauf hin, dass die neuen Siedler aus dem österreichischen bzw. süddeutschen Raum stammten. Ebenso änderte sich die Aussprache des Ortes in Lötsch. Im 4. Österreichischen Türkenkrieg wird der Ort von türkischen Streifscharen heimgesucht. Im Jahre 1680 starben 28 Einwohner an der Pest. Einige Jahre später wurde eine Mühle im Dorf errichtet.
Ab dem Jahre 1710 wurde der Ort als Lautsch bzw. Lacz bezeichnet. Die Matriken des Ortes wurden seit 1712 geführt. 1727 bestand der Ort aus 16 Chaluppen, von denen die Hälfte verlassen war und einer ebenfalls unbewirtschafteten Schenke. Seit 1750 ist der Ortsname Laatz gebräuchlich. Im Jahre 1840 hatte Laatz 140 Einwohner, die sämtlich der deutschen Volksgruppe angehörten. Das Dorf blieb bis zur Mitte des 19. Jahrhunderts der Herrschaft Židlochovice (Seelowitz) untertänig.
Nach der Aufhebung der Patrimonialherrschaften, 1848, bildete Laatz/Ledec ab 1850 einen Ortsteil der Marktgemeinde Mödlau in der Bezirkshauptmannschaft Auspitz und dem Gerichtsbezirk Židlochovice (Seelowitz). Um 1890 wird der herrschaftliche Meierhof aufgelassen. In der nachfolgenden Zeit erfolgte ein Zuzug von Tschechen. 1872 wurde Laatz eigenständig. Im Jahre 1888 ließ Erzherzog Friedrich von Österreich-Teschen in Laatz eine eigene Dorfschule errichten unter der Auflage, dass die Schule deutsch bleibe. Davor waren die Kinder des Dorfes nach Mödlau und Sobotowitz eingeschult. Der Unterricht erfolgte bis 1918 ausschließlich in deutscher Sprache, ab 1918 dann nur in Tschechisch. Die Einwohner von Laatz lebten von der Landwirtschaft und bauten neben verschiedenen Getreidearten auch Obst und Gemüse an.
Nach dem Ersten Weltkrieg und dem Friedensvertrag von Saint Germain 1919 wurde der Ort, dessen Bewohner im Jahre 1910 zu 91 % der deutschen Sprachgruppe angehörten, Bestandteil der neuen Tschechoslowakischen Republik. Während der Zwischenkriegszeit führten die hohe Arbeitslosigkeit unter der deutschen Bevölkerung, Maßnahmen wie die Bodenreform, das Sprachengesetz (1920) und die Sprachenverordnung (1926), aber auch die Neuansiedlungen sowie Neubesetzungen von Beamtenposten durch Personen tschechischer Identität zu vermehrten Spannungen innerhalb der Volksgruppen. 1923 wurde der tschechische Ortsname in Ledce geändert. Nach dem Münchner Abkommen 1938 kam der Ort an das Deutsche Reich und gehörte bis 1945 zum Reichsgau Niederdonau.
Nach dem Ende des Zweiten Weltkrieges (8. Mai 1945) wurden die im Münchener Abkommen an Deutschland übertragenen Territorien, also auch der Ort Laatz, im Rückgriff auf den Vertrag von Saint-Germain wieder der Tschechoslowakei zugeordnet. Nach Abzug der Roten Armee wurde der Ort von Tschechen besetzt. Alle deutschen Ortsbewohner flohen vor den einsetzenden Nachkriegsexzessen oder wurden über die Grenze nach Österreich vertrieben.
Zwischen 1948 und 1960 gehörte die Gemeinde zum Okres Židlochovice. Nach dessen Aufhebung wurde Ledce dem Okres Brno-venkov zugeschlagen.

## Wappen und Siegel
Das älteste bekannte Siegel des Ortes stammt aus dem Jahre 1714. Es zeigt in der Umschrift „SIGILLVMxDESxDORFxLACZ“ nebeneinander ein Rebmesser, ein Pflugmesser und eine Weintraube.

## Bevölkerungsentwicklung
| Volkszählung | Einwohner gesamt | Volkszugehörigkeit der Einwohner | Volkszugehörigkeit der Einwohner | Volkszugehörigkeit der Einwohner |
| Jahr         | Einwohner gesamt | Deutsche                         | Tschechen                        | Andere                           |
| ------------ | ---------------- | -------------------------------- | -------------------------------- | -------------------------------- |
| 1880         | 182              | 133                              | 49                               | 0                                |
| 1890         | 212              | 66                               | 146                              | 0                                |
| 1900         | 252              | 143                              | 109                              | 0                                |
| 1910         | 298              | 273                              | 25                               | 0                                |
| 1921         | 305              | 30                               | 275                              | 0                                |
| 1930         | 272              | 12                               | 260                              | 0                                |

## Gemeindegliederung
Für die Gemeinde Ledce sind keine Ortsteile ausgewiesen. Zu Ledce gehört die Ansiedlung Na Podhrázkém.